# Härtetest (1978)
Härtetest ist ein Fernsehfilm der DEFA im Auftrag des Fernsehens der DDR aus dem Jahr 1978.

## Inhalt
Andreas Jungmann möchte Berufssoldat bei der Nationalen Volksarmee werden. Dies stößt aber auf den Widerstand seiner schwangeren Frau Doris, da dies eine starke Einschränkung der gemeinsamen und für das Kind möglichen Zeit bedeute. Sie droht mit Schwangerschaftsabbruch, den Andreas wegen einer Manöverübung mit anschließenden 25 km Fußmarsch als Härtetest nicht verhindern kann. Er erklärt, dass für ihn der „Klassenauftrag“ kein leeres Wort ist. In letzter Sekunde kann Andreas’ Vorgesetzter Doris in der Abtreibungsklinik überzeugen, dass private Interessen hinter Belangen der Gesellschaft zurücktreten müssen.